# إليانور هيومز هاني
إليانور هيومز هاني (بالإنجليزية: Eleanor Humes Haney)‏ هي نسوية ‏ أمريكية، ولدت في 30 ديسمبر 1931، وتوفيت في 10 يوليو 1999.